# Кубок африканських націй серед жінок 2018
Кубок африканських націй серед жінок 2018 — 11-й Кубок африканських націй серед жінок (та 13-й якщо рахувати турніри без господарів), який відбудеться в Гані протягом 17 листопада — 1 грудня 2018 року. Усього беруть участь 8 команд, що перемогли у відбірковому турі.

## Учасники
Усього в турнірі беруть участь вісім команд, що пройшли кваліфікаційний раунд. Екваторіальна Гвінея за рішенням ФІФА попри результат не може претендувати на Чемпіонат світу з футболу серед жінок 2019.
| Команда              | Дата кваліфікації | Попередні виступи в чемпіонаті Африки з футболу серед жінок                 |
| -------------------- | ----------------- | --------------------------------------------------------------------------- |
| Гана (господар)      | 26 вересня 2016   | 11 (1991, 1995, 1998, 2000, 2002, 2004, 2006, 2008, 2010, 2014, 2016)       |
| Алжир                | 10 червня 2018    | 4 (2004, 2006, 2010, 2014)                                                  |
| Малі                 | 10 червня 2018    | 6 (2002, 2004, 2006, 2008, 2010, 2016)                                      |
| Нігерія              | 11 червня 2018    | 12 (1991, 1995, 1998, 2000, 2002, 2004, 2006, 2008, 2010, 2012, 2014, 2016) |
| Камерун              | 9 червня 2018     | 12 (1991, 1995, 1998, 2000, 2002, 2004, 2006, 2008, 2010, 2012, 2014, 2016) |
| Екваторіальна Гвінея | 9 червня 2018     | 4 (2006, 2008, 2010, 2012)                                                  |
| ПАР                  | 10 червня 2018    | 11 (1995, 1998, 2000, 2002, 2004, 2006, 2008, 2010, 2012, 2014, 2016)       |
| Замбія               | 10 червня 2018    | 2 (1995, 2014)                                                              |

## Стадіони
| Спортивний стадіон Аккри      |
| К-ість глядачів: 40 000       |
|                               |
| Кейп-Кост                     |
| Спортивний стадіон Кейп-Коста |
| К-ість глядачів: 15 000       |

## Склади команд
Згідно з регламентом до заявки кожної команди може бути внесено не більше 21 гравця.

## Груповий етап
Перші дві команди кожної групи переходять до фінальної частини. Кожна команда оцінюється за правилом трьох очок за перемогу.
За регламентом у разі, коли кількість набраних очок збігається, застосовуються додаткові показники в такому порядку:
- Кількість набраних очок;
- Різниця забитих та пропущених м'ячів;
- Найбільша кількість забитих м'ячів;
- Якщо після застосування критеріїв 1-3 сильнішу команду виявити не вдається, то ці ж критерії застосовуються вже до їхніх очних поєдинків, якщо й після цього між командами рівновага, то застосовуються критерії 5-7.
- Різниця забитих та пропущених м'ячів у всіх матчах;
- Найбільша кількість забитих м'ячів у всіх матчах;
- Жеребкування.

### Група A
| Поз | Команда  | І | В | Н | П | ГЗ | ГП | РГ | О | Кваліфікація |
| --- | -------- | - | - | - | - | -- | -- | -- | - | ------------ |
| 1   | Камерун  | 3 | 2 | 1 | 0 | 6  | 2  | +4 | 7 | Плей-оф      |
| 2   | Малі     | 3 | 2 | 0 | 1 | 6  | 5  | +1 | 6 | Плей-оф      |
| 3   | Гана (H) | 3 | 1 | 1 | 1 | 3  | 3  | 0  | 4 |              |
| 4   | Алжир    | 3 | 0 | 0 | 3 | 2  | 7  | −5 | 0 |              |

| 17 листопада 2018 15:30 |

| Гана | 1–0      | Алжир |
| ---- | -------- | ----- |
|      | Протокол |       |

| Аккра |

| 17 листопада 2018 18:30 |

| Малі | 1–2      | Камерун |
| ---- | -------- | ------- |
|      | Протокол |         |

| Аккра |

| 20 листопада 2018 15:30 |

| Гана | 1–2      | Малі |
| ---- | -------- | ---- |
|      | Протокол |      |

| Аккра |

| 20 листопада 2018 18:30 |

| Камерун | 3–0      | Алжир |
| ------- | -------- | ----- |
|         | Протокол |       |

| Аккра |

| 23 листопада 2018 16:00 |

| Камерун | 1–1      | Гана |
| ------- | -------- | ---- |
|         | Протокол |      |

| Аккра |

| 23 листопада 2018 16:00 |

| Алжир | 2–3      | Малі |
| ----- | -------- | ---- |
|       | Протокол |      |

| Кейп-Кост |

### Група B
| Поз | Команда              | І | В | Н | П | ГЗ | ГП | РГ  | О | Кваліфікація |
| --- | -------------------- | - | - | - | - | -- | -- | --- | - | ------------ |
| 1   | ПАР                  | 3 | 2 | 1 | 0 | 9  | 2  | +7  | 7 | Плей-оф      |
| 2   | Нігерія              | 3 | 2 | 0 | 1 | 10 | 1  | +9  | 6 | Плей-оф      |
| 3   | Замбія               | 3 | 1 | 1 | 1 | 6  | 5  | +1  | 4 |              |
| 4   | Екваторіальна Гвінея | 3 | 0 | 0 | 3 | 1  | 18 | −17 | 0 |              |

| 18 листопада 2018 15:30 |

| Нігерія | 0–1      | ПАР |
| ------- | -------- | --- |
|         | Протокол |     |

| Кейп-Кост |

| 18 листопада 2018 18:30 |

| Замбія | 5–0      | Екваторіальна Гвінея |
| ------ | -------- | -------------------- |
|        | Протокол |                      |

| Кейп-Кост Арбітр: Бушра Карбубі (Марокко) |

| 21 листопада 2018 15:30 |

| Нігерія | 4–0      | Замбія |
| ------- | -------- | ------ |
|         | Протокол |        |

| Кейп-Кост |

| 21 листопада 2018 18:30 |

| Екваторіальна Гвінея | 1–7      | ПАР |
| -------------------- | -------- | --- |
|                      | Протокол |     |

| Кейп-Кост |

| 24 листопада 2018 16:00 |

| Екваторіальна Гвінея | 0–6      | Нігерія |
| -------------------- | -------- | ------- |
|                      | Протокол |         |

| Кейп-Кост |

| 24 листопада 2018 16:00 |

| ПАР | 1–1      | Замбія |
| --- | -------- | ------ |
|     | Протокол |        |

| Аккра |

## Плей-оф
|  | Півфінали                | Півфінали |                    |       | Фінал | Фінал |
|  |                          |           |                    |       |       |       |
|  | 27 листопада — Аккра     |           |                    |       |       |       |
|  |                          |           |                    |       |       |       |
|  | Камерун                  | 0 (2)     |                    |       |       |       |
|  | Камерун                  | 0 (2)     | 1 грудня — Аккра   |       |       |       |
|  | Нігерія пен.             | 0 (4)     |                    |       |       |       |
|  | Нігерія пен.             | 0 (4)     | Нігерія пен.       | 0 (4) |       |       |
|  | 27 листопада — Кейп-Кост |           | Нігерія пен.       | 0 (4) |       |       |
|  |                          | ПАР       | 0 (3)              |       |       |       |
|  | ПАР                      | ПАР       | 0 (3)              | 2     |       |       |
|  | ПАР                      |           |                    | 2     |       |       |
|  | Малі                     | 0         |                    |       |       |       |
|  | Малі                     | 0         | Матч за 3-тє місце |       |       |       |
|  |                          |           |                    |       |       |       |
|  | 30 листопада — Кейп-Кост |           |                    |       |       |       |
|  |                          |           |                    |       |       |       |
|  | Камерун                  | 4         |                    |       |       |       |
|  | Камерун                  | 4         |                    |       |       |       |
|  | Малі                     | 2         |                    |       |       |       |